# Daffy a dormi là
 (octobre 2024).
Pour plus de détails, voir Fiche technique et Distribution.
Daffy a dormi là ou Bonne nuit Daffy (Daffy Duck Slept Here) est un court métrage d'animation américain de la série Merrie Melodies mettant en scène Porky Pig et Daffy Duck, réalisé par Robert McKimson et produit par la Warner Bros. Cartoons, sorti en 1948.